# Voorzetsel
Een voorzetsel (of prepositie) is een onverbuigbare woordsoort die altijd deel uitmaakt van een zinsdeel (vaak is dit een bijwoordelijke bepaling) en de aard van de relatie tussen verschillende elementen in de zin aangeeft:
- Het kantoor is open vanaf tien uur.
- De fiets staat naast de brommer.
- Schilder je met een roller of een kwast?

Nog voorbeelden van voorzetsels zijn: aan, achter, bij, naast, op, met, vanaf en voor.
Een voorzetsel staat gewoonlijk voor het element waar het bij hoort, maar kan er onder andere in het Nederlands soms ook achter staan (men spreekt dan wel van een achterzetsel). Bijvoorbeeld:
- Ze reden het tuinpad op.

## Voorzetsels herkennen
Om te bepalen of een woord een voorzetsel is, kan het beste worden gekeken of het voor een zelfstandig naamwoord kan worden geplaatst.

## Oorsprong van voorzetsels
In oudere Indo-Europese talen (zoals Latijn, Oudgrieks, Sanskriet en Gotisch) werden verbanden tussen werkwoorden en zelfstandige naamwoorden, of tussen zelfstandige naamwoorden onderling, voornamelijk weergegeven met behulp van naamvallen. Maar deze talen kenden ook al voorzetsels die altijd een naamval "regeerden" waarvan de functie min of meer samenviel met die van de voorzetsels (bijvoorbeeld Latijn ab urbe (van de stad vandaan). De naamvalsvorm urbe, de ablativus, had ook op zichzelf al onder meer de betekenis van "verwijdering".
Taalkundigen gaan ervan uit dat in de Proto-Indo-Europese taal al deze soorten verbanden uitsluitend met naamvallen werden aangeduid, waarvan er waarschijnlijk acht bestonden. Daarbij werden soms bijwoorden geplaatst om het verband nauwkeuriger te omschrijven. Deze ontwikkelden zich vervolgens tot voorzetsels, die altijd door de corresponderende naamval gevolgd werden. Toen in een later stadium van de taalontwikkeling het naamvallenstelsel in verval raakte doordat verschillende naamvallen dezelfde vorm kregen, zijn deze voorzetsels zelfstandig de functie gaan vervullen die oorspronkelijk in hoofdzaak door de naamval werd vervuld.

## Verwante termen
Een aantal werkwoorden of werkwoordelijke uitdrukkingen wordt verbonden met een zogenaamd vast voorzetsel, bijvoorbeeld: belang hechten aan, grenzen aan, afrekenen met, snakken naar, wachten op, bestand zijn tegen. Het zinsdeel dat begint met zo'n 'vast' voorzetsel heet een voorzetselvoorwerp.
De combinatie van voorzetsel en zelfstandig naamwoord of zelfstandignaamwoordgroep (bijvoorbeeld naast de brommer, met een kwast) wordt voorzetselgroep genoemd.

## Voorzetsel in het Nederlands
Evenals in bijvoorbeeld het Duits of Latijn  werden de voorzetsels in het Middelnederlands oorspronkelijk gevolgd door de datief of de accusatief, met uitzondering van het voorzetsel in, dat evenals in het moderne Duits in sommige situaties de datief en in andere de accusatief regeerde, en o.a. binnen, dat de genitief regeerde. In het moderne Duits regeren enige voorzetsels, waaronder:  aus (uit), bei (bij), mit (met), nach (naar/na), von (van) en zu (te),  de datief. Uit oude teksten, versteende uitdrukkingen en vooral Vlaamse familienamen kan men concluderen, dat ook het Nederlands tot in de 16e, wellicht zelfs nog in de 17e eeuw na deze voorzetsels, vooral van en te, de derde naamval liet volgen. 
Voorbeelden hiervan, die in de moderne Nederlandse schrijftaal nog voorkomen:
- binnenskamers (genitief)
- uitermate; uit dien hoofde
- in koelen bloede; in dier voege (oorspronkelijk meervoud)
- metterdaad (* met der daad); met luider stemme
- naderhand (uit Middelnederlands: nae der hand)
- ternauwernood; ten huize van; ten behoeve van; dat komt mij te stade; 
  - de verkortingen ten , van te den,  en ter, van te der, stemmen overeen met modern Duits  zum, van : zu dem, en zur, van: zu der.
- van ganser harte; een prins van den bloede; Zuid-Nederlandse familienamen als Vandenberghe, Vandendriessche enz., soms ook samengetrokken: Vermeulen, uit: van der Muelen.

Het hedendaagse Nederlands kent echter geen of nauwelijks nog naamvallen – de verbogen vormen van het persoonlijk voornaamwoord buiten beschouwing gelaten – dus andere woordsoorten dan het persoonlijk voornaamwoord blijven na een voorzetsel in de regel onveranderd. Daar na alle voorzetsels het sinds de 19e eeuw aan de vierde naamval gekoppelde, schrijftalige,  persoonlijke voornaamwoord voor de derde persoon hen volgt (ik ben het met hen eens), zou men mogen stellen, dat na alle Nederlandse voorzetsels de accusatief volgt.